# Javier Delgado
Javier Delgado, de son vrai nom Javier Omar Delgado Papariello, est un footballeur uruguayen né le 8 juillet 1975 à Montevideo (Uruguay).

## Biographie
Il participe à la Copa América 1997 puis à la Copa América 2004 et compte quatorze sélections entre 1996 et 2005.

## Carrière
- 1994 : Danubio ( Uruguay)
- 1994 - 1995 : Newell's Old Boys ( Argentine)
- 1996 - 1999 : Danubio ( Uruguay)
- 1999 - 2004 : Colón de Santa Fe ( Argentine)
- 2004 - 2005 : FC Saturn ( Russie)
- 2005 - 2007 : Nacional ( Uruguay)
- 2007 : Universidad de Chile ( Chili)
- 2008 : Danubio ( Uruguay)
- 2008 : Deportivo Cali ( Colombie)
- 2009 - 2010 : Central Español ( Uruguay)
- 2010 : Deportes Concepción ( Chili)
- 2011 - 2012 : Rampla Juniors ( Uruguay)

## Palmarès
- Troisième de la Copa América 2004 avec l'équipe d'Uruguay
- Champion d'Uruguay en 2006 avec le Club Nacional